# الدول الصليبية

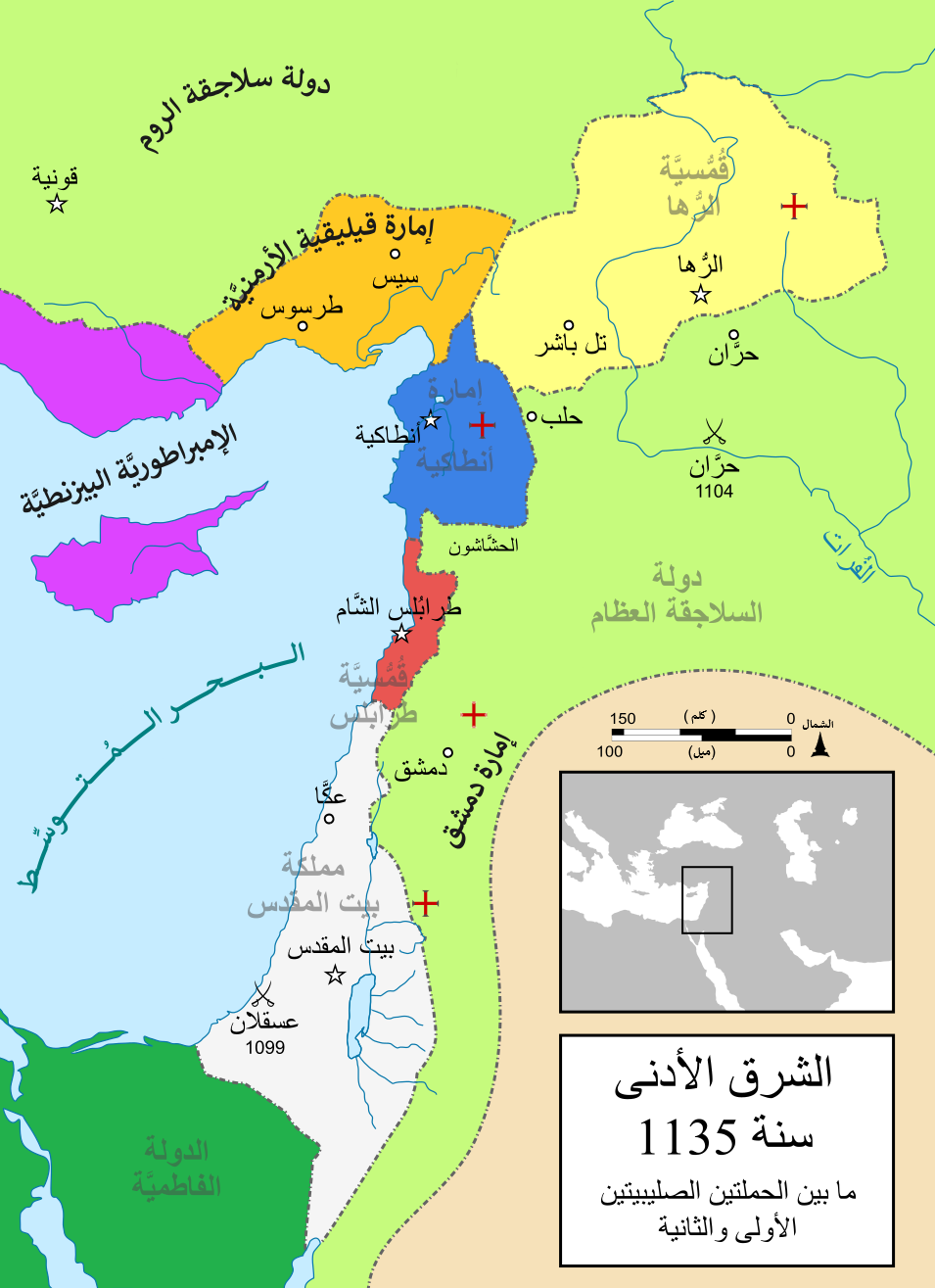
خريطة للدولة الصليبية سنة 1135

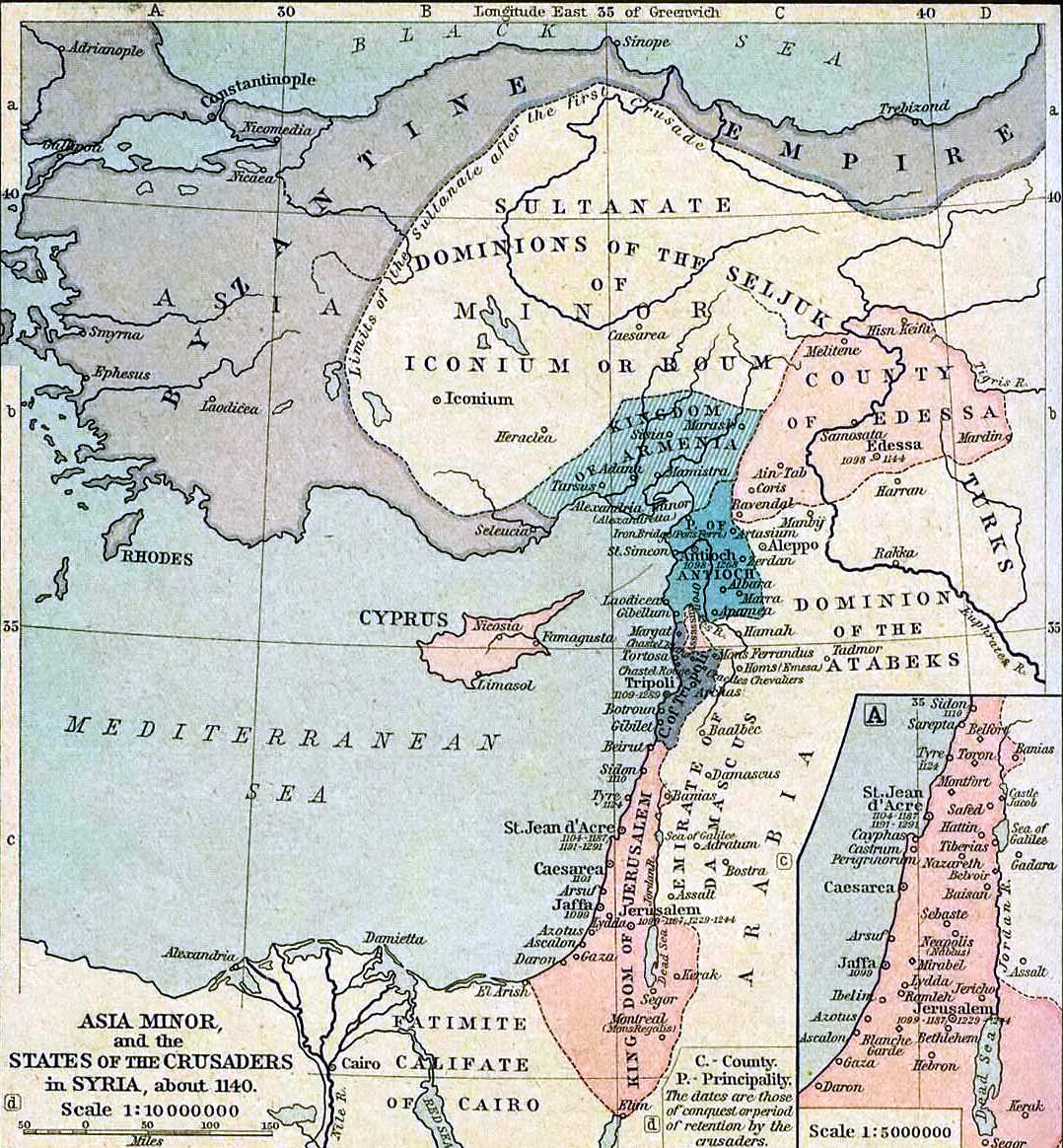
آسيا الصغرى والدول الصليبية، حوالي 1140

الدول الصليبية، المعروفة أيضًا باسم دول ما وراء البحار، هي أربعة دول كاثوليكية رومانية في الشرق الأوسط استمرت منذ عام 1098 حتى عام 1291. هذه الكيانات السياسية الإقطاعية أنشأها القادة الكاثوليك اللاتينيون في الحملة الصليبية الأولى من خلال الغزو والتآمر السياسي. تضمنت هذه الدول الأربعة كونتية الرها (1098-1150) وإمارة أنطاكية (1098-1268) وكونتية طرابلس (1102-1289) ومملكة بيت المقدس (1099–1291). غطت مملكة بيت المقدس ما يُعرف الآن بإسرائيل وفلسطين والضفة الغربية وقطاع غزة والمناطق المجاورة. وغطت الولايات الشمالية الأخرى ما يعرف الآن بسوريا وجنوب شرق تركيا ولبنان. قد يكون وصف «الدول الصليبية» مضللًا، إذ أنه اعتبارًا من عام 1130 كان عدد قليل جدًا من سكان الفرنجة من الصليبيين. واستخدم مصطلح ما وراء البحار من قبل كتاب العصور الوسطى والحديثة مرادفًا، مشتق من الفرنسية.
في عام 1098، مرت قافلة الحج المسلح إلى القدس عبر سوريا. غيّر الصليبي بالدوين البولوني الحاكم اليوناني الأرثوذكسي لأريحا بعد انقلاب، وبقي بوهيموند من تارانتو الأمير الحاكم في مدينة أنطاكية التي جرى الاستيلاء عليها. وفي عام 1099، احتلت القدس بعد حصار. تلا ذلك توطيد إقليمي، تضمن السيطرة على طرابلس. وفي أقصى حدود لهذه الدول، غطت أراضيها المناطق الساحلية جنوب تركيا الحديثة وسوريا ولبنان وإسرائيل وفلسطين. سقطت الرها في أيدي أحد أمراء الحرب الأتراك عام 1144، لكن الدول الأخرى استمرت حتى القرن الثالث عشر قبل أن تسقط في يد سلطنة المماليك في مصر. وجرت السيطرة على أنطاكية عام 1268 وطرابلس عام 1289. وعندما سقطت عكا، عاصمة مملكة بيت المقدس عام 1291، فقدت الأراضي الأخيرة بسرعة، مع فرار الناجين إلى مملكة قبرص (التي تأسست بعد الحملة الصليبية الثالثة).
بدأت دراسة الدول الصليبية في حد ذاتها، بدلًا من كونها موضوعًا فرعيًا للحروب الصليبية، في فرنسا في القرن التاسع عشر كقياس للتجربة الاستعمارية الفرنسية في بلاد المشرق. وقد رفض مؤرخو القرن العشرين هذا. كان الرأي الذي أجمعوا عليه أن الفرنجة، مثلما كان يُعرف الأوروبيون الغربيون، عاشوا كمجتمع أقلية ضمن مجتمع حضري إلى حد كبير، معزولين عن الشعوب الأصلية، مع أنظمة قانونية ودينية منفصلة. وكانت الشعوب الأصلية من التقاليد المسيحية والإسلامية الناطقة بالعربية واليونانية والسريانية.

## دول ما وراء البحار
يصف المصطلحان الدول الصليبية ودول ما وراء البحار (بالفرنسية: outre-mer، الترجمة الحرفية: «ما وراء البحار») الدول الإقطاعية الأربع التي تأسست بعد الحملة الصليبية الأولى في المشرق نحو 1100: (من الشمال إلى الجنوب) كونتية الرها، وإمارة أنطاكية، وكونتية طرابلس، ومملكة بيت المقدس. يعود أصل مصطلح ما وراء البحار (Outremer) إلى القرون الوسطى، بينما يستخدم المؤرخون الحديثون مصطلح الدول الصليبية، ومصطلح الفرنجة للإشارة إلى الوافدين الأوروبيين. لكن عددًا قليلًا نسبيًا من الأوروبيين الجدد كانوا قد أدوا القَسَم الصليبي. وصفت السجلات اللاتينية للحملة الصليبية الأولى، المكتوبة في أوائل القرن الحادي عشر، المسيحيين الغربيين الذين أتوا من أوروبا بالفرنجة بغض النظر عن أصلهم العرقي. تستخدم المصادر اليونانية البيزنطية كلمة فرانجوي والكلمة العربية الإفرنج. وقد استخدمت السجلات كلمة اللاتين. تعكس هذه التسميات الإثنية في العصور الوسطى أنه يمكن تمييز المستوطنين عن السكان الأصليين من خلال اللغة والعقيدة. كان الفرنجة بشكل أساسي من الروم الكاثوليك الناطقين بالفرنسية، بينما كان معظم السكان الأصليين مسلمين يتحدثون العربية أو اليونانية، ومسيحيين من طوائف أخرى، ويهود.
امتدت مملكة بيت المقدس على فلسطين التاريخية وشملت في أقصى حدودها بعض الأراضي الواقعة شرق نهر الأردن. غطت الدول الشمالية ما هو الآن جزء من سوريا وجنوب شرق تركيا ولبنان. وكانت هذه المناطق تسمى تاريخيًا سوريا (المعروفة للعرب بالشام) وبلاد الرافدين العليا. امتدت الرها شرقًا ما وراء نهر الفرات. وفي العصور الوسطى، كانت الدول الصليبية تسمى أيضًا سوريا. منذ نحو عام 1115، أطلق على حاكم القدس لقب «ملك اللاتين في القدس». يعتقد المؤرخ هانس إيبرهارد ماير أن هذا يعكس أن اللاتين فقط هم من يمتلكون حقوقًا سياسية وقانونية كاملة في المملكة، وأن الانقسام الرئيسي في المجتمع لم يكن بين النبلاء وعامة الناس ولكن بين الفرنجة والشعوب الأصلية. على الرغم من تلقي الطاعة من حكام الدول الأخرى والعمل كوصي عليهم، إلا أن الملك لم يمتلك صفة رسمية، وبقيت تلك الدول خارج المملكة قانونًا.
احترم اليهود والمسيحيون والمسلمون فلسطين، المعروفة باسم الأراضي المقدسة، باعتبارها مكانًا مقدسًا بشكل استثنائي. لقد ربطوا جميعًا المنطقة بحياة أنبياء العهد القديم. وقدم العهد الجديد فلسطين كمكان لأعمال يسوع وتلاميذه. وصفت التقاليد الإسلامية المدينة الرئيسية في المنطقة، القدس، بأنها موقع سفر محمد الإعجازي ليلًا ومعراجه إلى الجنة. تطورت الأماكن المرتبطة بالأشخاص المقدسين إلى أضرحة، يزورها الحجاج القادمون من بلاد بعيدة، في كثير من الأحيان كعمل من أعمال التكفير عن الذنب. وبنيت كنيسة القيامة لإحياء ذكرى صلب المسيح وقيامته في القدس. كان يُعتقد أن كنيسة المهد تحيط بمسقط رأسه في بيت لحم. وأحيت قبة الصخرة والمسجد الأقصى ذكرى رحلة محمد الليلية. على الرغم من أن أقدس أماكن العبادة كانت في فلسطين، إلا أن سوريا المجاورة كانت مليئة بالأضرحة الشعبية. باعتبارها أرضًا حدودية للعالم الإسلامي، كانت سوريا مسرحًا مهمًا للجهاد، أو الحرب الإسلامي المقدسة، على الرغم من أن الحماس لمتابعتها قد تلاشى بحلول نهاية القرن الحادي عشر. في المقابل، سرعان ما تطورت إيديولوجية الروم الكاثوليك للحروب المقدسة، وبلغت ذروتها في فكرة الحملات الصليبية على الأراضي المزعومة للمسيحية.